# Protocol de convergència de paquets de dades
El protocol de convergència de paquets de dades (PDCP) està especificat per 3GPP a TS 25.323 per a UMTS, TS 36.323 per a LTE i TS 38.323 per a 5G. PDCP es troba a la pila de protocols de ràdio a la interfície aèria UMTS/LTE/5G a la part superior de la capa RLC.
PDCP proporciona els seus serveis a les capes superiors del pla d'usuari i RRC, per exemple , IP a l'UE o al relé de l'estació base. Els serveis següents són proporcionats per PDCP a les capes superiors:
- transferència de dades del pla d'usuari;
- transferència de dades del pla de control;
- compressió de capçalera;
- xifrat;
- protecció de la integritat.

La tècnica de compressió de capçalera es pot basar en la compressió de capçalera IP (RFC 2507) o en la compressió de capçalera robusta (RFC 3095). Si PDCP està configurat per sense compressió, enviarà els paquets IP sense compressió; en cas contrari, comprimirà els paquets segons la seva configuració per capa superior i adjuntarà una capçalera PDCP i enviarà el paquet.
Es defineixen diferents formats de capçalera, depenent del tipus de dades a transportar. A LTE, per exemple, hi ha formats de capçalera per a PDU de dades PDCP del pla de control amb SN PDCP llarg (12 bits), per PDU de dades PDCP del pla d'usuari amb SN PDCP curt (7 bits) i altres.